# Diritto di accesso agli atti amministrativi in Italia
L’istituto dell’accesso agli atti consiste nella possibilità di prendere visione ed estrarre copia di documenti in possesso delle amministrazioni pubbliche.
Le principali tipologie di accesso dei documenti amministrative contemplate dall’ordinamento italiano sono disciplinate dalla legge 7 agosto 1990, n. 241e dal d.lgs. 14 marzo 2013, n. 33, che prevedono rispettivamente l’accesso documentale e l’accesso civico.

## Tipologie di accesso previste dalla legge n. 241/1990 e legittimazione
Prima dell’emanazione della legge n. 241/1990, che ha introdotto un quadro normativo organico per regolare i rapporti tra cittadini e amministrazione pubblica, l’attività amministrativa era di regola caratterizzata dalla segretezza. La possibilità di conoscere e, quindi, controllare gli atti a disposizione dall’amministrazione, facoltà appunto introdotta dalla legge n. 241/1990, ha segnato un cambio di paradigma, attuando i principi di pubblicità e trasparenza e ponendo le basi per una partecipazione procedimentale effettiva. 
L’accesso documentale è disciplinato dagli artt. 22 e ss., ai sensi del quale esso “costituisce principio generale dell’attività amministrativa al fine di favorire la partecipazione e di assicurare l’imparzialità e la trasparenza”, e consiste nel “diritto degli interessati di prendere visione e di estrarre copia di documenti amministrativi” (art. 22 legge n. 241/1990).
Si distinguono due tipologie di accesso documentale: l’acceso partecipativo o endoprocedimentale e l’accesso difensivo o esoprocedimentale. 
Il primo tipo di accesso costituisce una facoltà riconosciuta ai soggetti privati coinvolti in un procedimento amministrativo, consentendo di prendere visione degli atti relativi al procedimento stesso per meglio tutelare i propri interessi (art. 10, comma 1, lett. a), legge n. 241/1990). 
L’accesso difensivo, invece, non presuppone una previa apertura di un procedimento ed è riconosciuto a “tutti i soggetti privati, compresi quelli portatori di interessi pubblici o diffusi” che dimostrino di avere “un interesse diretto, concreto e attuale, corrispondente ad una situazione giuridicamente tutelata e collegata al documento al quale è chiesto l’accesso” (art. 22, comma 1, lett. b), legge n. 241/1990). Il legislatore, inoltre, specifica che deve comunque essere garantito l’accesso ai documenti amministrativi “la cui conoscenza sia necessaria per curare o per difendere i propri interessi giuridici” (art. 24, comma 7, legge n. 241/1990).
Al riguardo, la giurisprudenza ha precisato quali sono i presupposti per l’accesso difensivo: la sussistenza di un interesse legittimante, dotato delle caratteristiche di immediatezza, concretezza e attualità; la sussistenza di un nesso di necessaria strumentalità tra l’accesso e la cura o difesa in giudizio di tale interesse; infine, la motivazione della richiesta di accesso, che rappresenti in modo puntuale e specifico gli elementi che consentono all’amministrazione il vaglio del nesso di strumentalità necessaria tra la documentazione richiesta  e la situazione “finale” di cui si afferma titolare l’istante. 
Non sono invece ammissibili “istanze di accesso preordinate ad un controllo generalizzato dell’operato delle pubbliche amministrazioni” (art. 24, comma 3). 

### Oggetto dell'accesso
Oggetto dell’istanza di accesso sono i documenti amministrativi, intendendosi con questi tutti i documenti grafici, fotografici, cinematografici e informatici che siano creati dall’amministrazione o provenienti da privati ma da essa detenuti (art. 22, comma 1, lett. d). 

### Ambito di applicazione
Il diritto di accesso può essere esercitato “nei confronti delle pubbliche amministrazioni, delle aziende autonome e speciali, degli enti pubblici e dei gestori di pubblici servizi” (art. 23, comma 1). Ai fini dell’applicazione della disciplina sull’accesso, per pubblica amministrazione si intendono “tutti i soggetti di diritto pubblico e i soggetti di diritto privato limitatamente alla loro attività di pubblico interesse disciplinata dal diritto nazionale e comunitario” (art. 22, comma 1, lett. b). 
In conseguenza, indipendentemente dalla natura formalmente pubblica o privata del soggetto che ha formato o che detiene i documenti di interesse, e dalla consistenza pubblicistica o privatistica del relativo regime operativo, il diritto di accesso richiede “che si versi in un contesto assoggettato alla applicazione dei principi di parità di trattamento e di trasparenza […]: il che accade (nella logica dell'art. 97 Cost.) solo in presenza di attività […] «di interesse pubblico»”.
L’istanza di accesso può dunque avere ad oggetto ogni documento riguardante l’attività di pubblico interesse, a prescindere dalla natura pubblicistica o privatistica dell’ente che detiene i documenti.

### Casi di esclusione dal diritto di accesso
L’esclusione dal diritto di accesso agli atti, disciplinata dall’art. 24 legge n. 241/1990, limita la possibilità di prendere visione di determinati documenti al fine di salvaguardare interessi prevalenti e meritevoli di particolare tutela.
Non è possibile l’accesso ai documenti coperti da segreto di Stato o a quelli sottratti alla divulgazione da leggi o regolamenti, perché evidentemente le esigenze di segretezza prevalgono sull’interesse privato a conoscere il contenuto di un determinato documento. L’accesso è inoltre escluso per i documenti relativi ai procedimenti tributari, oltre che per quelli inerenti all’adozione di atti normativi, amministrativi generali, di pianificazione e programmazione. Nel primo caso, infatti, rileva la riservatezza dei dati fiscali degli individui, negli altri casi, invece, l’esigenza di sottrarre atti di vasta applicazione all’ingerenza di molteplici soggetti. Non è inoltre ammesso l’accesso agli atti riguardanti i procedimenti selettivi contenenti informazioni di carattere psico-attitudinale relativi a terzi, questo a tutela dei dati sensibili, concernenti diritti indisponibili della persona, ivi contenuti. 
Ulteriori ipotesi di esclusione possono essere individuate mediante regolamento di delegificazione, adottato ai sensi dell’art. 17, comma 2, legge 23 agosto 1988, n. 400, nei casi in cui l’ostensione possa compromettere la sicurezza e la difesa nazionale, la politica monetaria e valutaria, l’ordine pubblico e la prevenzione e repressione della criminalità, la contrattazione collettiva nazionale di lavoro, la vita privata e la riservatezza di persone fisiche o giuridiche, gruppi, imprese e associazioni e l’attività in corso di contrattazione collettiva nazionale di lavoro. 

### Modalità di esercizio dell'accesso agli atti
Le modalità dell’esercizio del diritto accesso sono disciplinate dall’art. 25 legge n. 241/1990 e dal d.P.R. 12 aprile 2006, n, 184.
Tanto per l’accesso procedimentale quanto per quello difensivo, la presentazione dell’istanza dal privato dà avvio a un procedimento che può portare all’accoglimento, al differimento o al diniego dell’accesso.
La richiesta, indirizzata all’amministrazione che ha formato o detiene stabilmente i documenti, deve essere motivata. Al riguardo, con riferimento all’accesso difensivo, il Consiglio di Stato ha precisato che “si deve escludere che sia sufficiente nell’istanza di accesso un generico riferimento a non meglio precisate esigenze probatorie e difensive, siano esse riferite a un processo già pendente oppure ancora instaurando, poiché l’ostensione del documento richiesto passa attraverso un rigoroso, motivato, vaglio sul nesso di strumentalità necessaria tra la documentazione richiesta e la situazione finale che l’istante intende curare o tutelare”.
Se l’istanza riguarda dati o informazioni riferibili a soggetti terzi, che vedrebbero compromesso il loro diritto alla riservatezza, questi assumono la qualifica di controinteressati nel procedimento di accesso e l’amministrazione deve dare loro comunicazione della richiesta, consentendo di presentare, nel termine di dieci giorni, motivata opposizione all’ostensione dei documenti richiesti (art. 3 D.P.R. n. 184/2006).
Inoltre, nel caso in cui vengano in rilievo esigenze di tutela della riservatezza dei controinteressati, l’amministrazione è tenuta a compiere una duplice operazione: da un lato, comparare l’interesse all’accesso e il contrapposto interesse del terzo; dall’altro, valutare se l’accesso presenti il carattere della “necessarietà”. L’art. 24, come anticipato, stabilisce infatti che l’accesso deve comunque essere garantito quando la conoscenza dei documenti sia “necessaria per curare o per difendere i propri interessi giuridici”. La disposizione precisa altresì che nell’ipotesi in cui assumano rilievo dati sensibili o giudiziari, l’accesso è possibile nei soli limiti della stretta indispensabilità. Se invece vengono in rilievo interessi c.d. super-sensibili, riguardanti lo stato di salute e la vita sessuale di una persona, il criterio è della stretta necessarietà e della parità di rango. In altre parole, l’ostensibilità del documento è rigorosamente collegata all’imprescindibilità dello stesso rispetto alle esigenze difensive sottostanti, le quali saranno valutate con un canone più o meno rigoroso a seconda degli interessi coinvolti.
In caso di accoglimento, l’accesso si esercita mediante esame ed estrazione di copia dei documenti amministrativi in possesso dell’amministrazione destinataria della richiesta. L’esame dei documenti è gratuito ed il rilascio della copia è subordinato unicamente al rimborso del costo di riproduzione, fatte salve le disposizioni vigenti in riferimento alla materia di bollo ed in relazione ai diritti di ricerca.
L’amministrazione ha, inoltre, la possibilità di disporre il differimento dell’acceso qualora l’ostensione immediata dei documenti possa pregiudicare il buon andamento dell’azione amministrativa (art. 24, comma 4, legge n. 241/1990 e art. 9, comma 2, D.P.R. n. 184/2006). Tuttavia, tale facoltà può essere azionata unicamente nelle more del procedimento cui si riferiscono gli atti poiché, una volta concluso, non sussistono più ragioni per impedire la disponibilità dell’intera documentazione agli interessati.
Infine, l’accesso può essere negato, sia tramite provvedimento di rigetto espresso sia mediante il silenzio dell’amministrazione. Il decorso infruttuoso del termine di trenta giorni dalla presentazione dell’istanza è infatti equiparato dal legislatore al diniego dell’istanza (art. 25, comma 4).

### Tutele esperibili dal privato
Avverso il provvedimento di differimento o di diniego (tacito o espresso), la legge n. 241/1990 prevede più strumenti di tutela a favore del richiedente. Nel termine di trenta giorni è possibile proporre ricorso giurisdizionale dinnanzi al giudice amministrativo, che può concludersi con una sentenza di condanna che ordina all’amministrazione l’esibizione dei documenti (art. 25, comma 4, legge n. 241/1990; artt. 116 e 133, comma 1, lett. a), n. 6, d.lgs. 2 luglio 2010, n. 104). 
In via alternativa, è possibile esperire un ricorso amministrativo dinanzi al Difensore civico o alla Commissione per l’accesso dei documenti amministrativi istituita presso la Presidenza del Consiglio dei ministri, a seconda che l’ente pubblico destinatario dell’istanza sia una amministrazione comunale, provinciale o regionale, oppure sia una amministrazione centrale o periferica dello Stato. Entrambi gli organi devono pronunciarsi nel termine di trenta giorni e qualora ritengano illegittimo il diniego di accesso, ne danno comunicazione all’autorità amministrativa competente, la quale ha trenta giorni per emanare un provvedimento conformativo motivato. In caso di inerzia di quest’ultima, si realizza una forma di silenzio-assenso: “l’accesso è consentito”. Si rileva, tuttavia, che la comunicazione inoltrata dal difensore all’amministrazione, a fronte della rilevata illegittimità del diniego/differimento, non vincola l’azione dell’amministrazione, la quale potrebbe continuare a non consentire l’accesso agli atti: questo meccanismo è sintomatico della scarsa incisività del ruolo rivestito dal difensore civico. Se invece il Difensore civico o la Commissione rimangono silenti, il ricorso si intende respinto e il privato può proporre ricorso in sede giurisdizionale (art. 25, comma 4, legge n. 241/1990).

## Accesso civico
Accanto alla disciplina della legge n. 241/1990, il d.lgs. n. 33/2013 prevede l’istituto dell’accesso civico, la cui disciplina si ispira al Freedom of Information Act (FOIA) statunitense, che consente al singolo di attivarsi alla ricerca delle informazioni ritenute utili sia per la tutela dei propri interessi, sia per vigilare sull’amministrazione.
In particolare, l’art. 5 d.lgs. n. 33/2013 introduce due tipologie di accesso civico: l’accesso civico semplice, che consente a chiunque di accedere a dati e informazioni che le pubbliche amministrazioni hanno l’obbligo di pubblicare (art. 5, comma 1) e l’accesso civico generalizzato, esercitabile a prescindere da un obbligo di pubblicazione in capo all’amministrazione (art. 5, comma 2). 
Per entrambe le tipologie non è richiesta la titolarità di una situazione giuridica sostanziale in capo al richiedente, risultando sganciate da qualsiasi tipo di legittimazione.  
Riguardo all’accesso civico generalizzato, tuttavia, sono previste delle limitazioni: l’art. 5-bis d.lgs. n. 33/2013 prevede una serie di ipotesi in cui l’accesso può essere negato, distinguendo tra i casi in cui il diniego sia necessario per evitare un pregiudizio concreto alla tutela di interessi pubblici e i casi in cui il rigetto dell’istanza è volto ad evitare un pregiudizio concreto alla tutela di interessi privati. 
Tra gli interessi pubblici che precludono la possibilità di prendere visione dei documenti in possesso dell’amministrazione rientrano la sicurezza pubblica e l’ordine pubblico, la sicurezza nazionale, la difesa e le questioni militari, le relazioni internazionali, la politica e la stabilità finanziaria ed economica dello Stato, la conduzione di indagini su reati e lo svolgimento di attività ispettiva (art. 5-bis, comma 1). Quanto agli interessi privati, invece, l’accesso può essere negato quando arrechi pregiudizio alla protezione di dati personali, alla libertà e alla segretezza della corrispondenza e agli interessi economici e commerciali di una persona fisica o giuridica, compresi la proprietà intellettuale, il diritto d’autore e i segreti commerciali (art. 5-bis, comma 2). 
Inoltre, per evitare l’abuso dell’accesso civico, la giurisprudenza ha precisato che è “possibile e doveroso evitare e respingere: richieste manifestamente onerose o sproporzionate e, cioè, tali da comportare un carico irragionevole di lavoro idoneo a interferire con il buon andamento della pubblica amministrazione; richieste massive uniche […] contenenti un numero cospicuo di dati o di documenti, o richieste massive plurime, che pervengono in un arco temporale limitato da parte dello stesso richiedente o da parte di più richiedenti ma vessatorie o pretestuose, dettate dal solo intento emulativo, da valutarsi ovviamente in base a parametri oggettivi”. 
Anche nel caso dell’accesso civico generalizzato, il terzo che può essere leso dalla divulgazione dei documenti è destinatario della comunicazione di richiesta fatta all’amministrazione e può presentare, entro dieci giorni, opposizione all’ostensione dei documenti (art. 5, comma 5, d.lgs. n. 33/2013).
Il procedimento deve concludersi con un provvedimento motivato espresso, nel termine di trenta giorni e, nel caso di diniego o silenzio dell’amministrazione competente, l’istante può presentare una richiesta di riesame al responsabile della prevenzione della corruzione e della trasparenza dell’amministrazione procedente, che decide con provvedimento motivato (art. 5, comma 7, d.lgs. n. 33/2013). A ciò si aggiunge la possibilità di impugnare il diniego, espresso o tacito, in sede giurisdizionale.

## Rapporto tra accesso documentale e accesso civico generalizzato
Ai sensi dell’art. 5, comma 11, d.lgs. n. 33/2013, accanto all’accesso civico semplice e a quello civico generalizzato, restano ferme “le diverse forme di accesso degli interessati previste dal capo V della legge 7 agosto 1990, n. 241”. 
Al riguardo, l’Adunanza plenaria del Consiglio di Stato ha precisato che è ammissibile il concorso tra più tipologie di accesso, con possibilità del richiedente di formulare l’istanza in termini alternativi, cumulativi o condizionati. 
Inoltre, nel caso in cui la richiesta non individui in modo chiaro e univoco il tipo di accesso invocato ma si muova “sull’incerto crinale tra l’uno e l’altro, la pubblica amministrazione ha il dovere di rispondere, in modo motivato, sulla sussistenza o meno dei presupposti per riconoscere i presupposti dell’una e dell’altra forma di accesso, laddove essi siano stati comunque, e sostanzialmente, rappresentati nell’istanza”. 
Al contrario, se la richiesta del privato è formulata in modo esplicito e inequivocabile con riferimento a una sola tipologia di accesso, l’amministrazione è tenuta ad esaminare esclusivamente quella, senza pronunciarsi sui presupposti relativi all’altra forma di accesso non richiesta. 
Infine, in sede processuale non è consentito al richiedente di modificare la natura dell’istanza e, parimenti, il giudice amministrativo adito con un ricorso fondato su una richiesta formulata ai sensi della disciplina prevista dalla legge n. 241/1990 non può conoscere del diritto di accesso in base ai presupposti previsti per l’accesso civico generalizzato. 

## Trasparenza e riservatezza
In materia di accesso ai documenti amministrativi assumono rilievo il principio di trasparenza e quello di riservatezza.
La trasparenza rappresenta un principio cardine dell’azione amministrativa, in quanto garantisce ai cittadini la possibilità di accedere, comprendere e verificare l’operato delle istituzioni pubbliche, assumendo il significato di conoscibilità esterna delle pubbliche condotte.
Anche se non trova espressa menzione all’interno del dettato costituzionale, è possibile ricavare un suo fondamento attraverso un’interpretazione evolutiva e sistematica del combinato disposto degli artt. 1, 3, 21, 24, 28, 97, 98 e 113 della Costituzione. A livello di legislazione ordinaria, il citato d.lgs. n. 33/2013 specifica che la trasparenza concorre ad attuare “il principio democratico e i principi costituzionali di eguaglianza, di imparzialità, buon andamento, responsabilità, efficacia ed efficienza nell’utilizzo delle risorse pubbliche, integrità e lealtà nel servizio alla Nazione” e la qualifica come “condizione di garanzia di libertà individuali e collettive, nonché dei diritti civili, politici e sociali”, che “integra il diritto ad una buona amministrazione e concorre alla realizzazione di una amministrazione aperta, al servizio del cittadino” (art. 1, comma 2, d.lgs. n. 33/2013).
La riservatezza, invece, è funzionale alla tutela della sfera privata degli individui. Si compone sia di una dimensione statica, intesa come protezione della propria sfera personale da invadenze altrui, sia di una dinamica, come diritto dell’autodeterminazione informativa, ossia il potere di decidere come e quando i propri dati possano essere utilizzati da altri soggetti.
Come per la trasparenza, anche la tutela della riservatezza non è espressamente prevista dalla Costituzione, ma il suo fondamento si ricava da una lettura evolutiva e sistematica degli artt. 2, 13, 14 e 15 del dettato Costituzione. Essa trova inoltre disciplina a livello sovranazionale e nazionale, così, ad esempio, nel Regolamento (UE) 2016/679 (GDPR) e nel d.lgs. 30 giugno 2003 n. 196, in materia di protezione dei dati personali.
I due principi, sebbene in potenziale tensione, sono destinati a coesistere in equilibrio. Entrambi sono funzionali a garantire il corretto esercizio dell’azione amministrativa e sono essenziali alla tutela dei diritti fondamentali dei cittadini. Per questo, devono essere oggetto di un equilibrato bilanciamento anche in relazione al diritto di accesso. 
Tale bilanciamento implica la necessità di individuare un punto di incontro tra divulgazione delle informazioni e tutela della sfera privata. In alcuni casi, è il legislatore stesso a determinare l’equilibrio, ad esempio attraverso la previsione obblighi di pubblicazione di determinati documenti. In altri casi, invece, spetta all’amministrazione procedente effettuare il bilanciamento tra il valore dell’accesso e quello, parimenti rilevante, della riservatezza. 
Ciò accade, ad esempio, nell’ambito dell’accesso civico generalizzato dove in assenza di rigidi divieti di divulgazione dei documenti imposti in via legislativa, e a fronte di opposizioni sollevate dai controinteressati incisi dall’istanza di accesso, l’amministrazione è chiamata a bilanciare “l’interesse pubblico alla conoscibilità e il danno all’interesse-limite, pubblico o privato, alla segretezza e/o alla riservatezza”. Tale valutazione è effettuata attraverso criteri elaborati anche in altri ordinamenti, come l’harm test o i criteri del public interest test o public interest override, propri dell’esperienza statunitense e dell’Unione europea, in base ai quali “occorre valutare se sussista un interesse pubblico al rilascio delle informazioni richieste rispetto al pregiudizio per l’interesse-limite contrapposto”.